# Neoramia setosa
Neoramia setosa is een spinnensoort in de taxonomische indeling van de trechterspinnen (Agelenidae).
Het dier behoort tot het geslacht Neoramia. De wetenschappelijke naam van de soort werd voor het eerst geldig gepubliceerd in 1935 door Elizabeth Bangs Bryant.